# Laz
Laz é uma comuna francesa na região administrativa da Bretanha, no departamento Finisterra. Estende-se por uma área de 35,3 km². Em 2010 a comuna tinha 684 habitantes (densidade: 19,4 hab./km²).